# 藤原呈子
藤原 呈子（ふじわら の ていし/しめこ）、天承元年（1131年） - 安元2年9月19日（1176年10月23日））は、平安時代末期の皇妃、女院。第76代近衛天皇中宮。父は藤原伊通、母は藤原顕隆の娘・立子。藤原得子（美福門院）と藤原忠通の養女。院号は九条院（くじょういん）。法名は静浄観。

## 生涯
父の伊通が美福門院の従兄弟であった関係から、久安4年（1148年）に美福門院の養女（猶子）に迎えられる（『台記』7月6日条）。藤原頼長は雅仁親王（後の後白河天皇）に嫁ぐという風聞を記しているが、頼長の養女・藤原多子が近衛天皇に入内することを鳥羽法皇が承諾した直後であり、当初から多子に対抗して入内させる意図があったと見られる。久安6年（1150年）正月、近衛天皇が元服すると多子が入内して女御となるが、2月になると呈子も関白・藤原忠通の養女として入内することになり、忠通は法皇に「摂関以外の者の娘は立后できない」と奏上した。忠通は頼長を養子にしていたが、実子・基実が生まれたことで摂関の地位を自らの子孫に継承させることを望み、美福門院と連携することで摂関の地位の保持を図ったと考えられる。
頼長は宇治にいる父・藤原忠実に助けを求め、上洛した忠実は法皇に対して、藤原道長の娘・上東門院や非執政者の娘（藤原師輔の娘・安子、藤原師実の養女・賢子）が立后した例を示し、頼長には美福門院に書を送って嘆願することを命じた。頼長は諸大夫出身の美福門院を日頃から見下していたので躊躇するが、忠実は「已に国母たり」と説得した（『台記』2月13日条）。
呈子が従三位に叙されて入内が間近に迫ると、藤原頼長は「もし呈子が多子より先に立后したら自分は遁世する」と言い出し、藤原忠実も粘り強く法皇に立后を奏請したことで、3月14日に多子は皇后となった。多子の後を追うように、4月21日に呈子も入内して、6月22日に立后、中宮となる。この事件により、藤原忠通と頼長の関係は修復不可能となった。9月、激怒した忠実は摂関家の正邸である東三条殿や宝物の朱器台盤を接収し、氏長者の地位を剥奪して頼長に与え、忠通を義絶する。これに対して忠通も、娘の聖子（皇嘉門院）が近衛天皇の養母であることを盾に自邸の近衛殿を里内裏とし、多子を天皇から遠ざけることで対抗した。
美福門院は藤原璋子と同じ閑院流の出身である多子よりも、自らの養女である呈子に親近感を示して早期出産を期待していた。仁平2年（1152年）10月の懐妊着帯は美福門院の沙汰で行われ、12月に呈子が御産所に退出すると等身御仏5体を造立して安産を祈願している（『兵範記』10月19日条、12月22日条）。しかし予定日の翌年3月を過ぎても呈子は出産せず、僧侶が連日の祈祷を行うも効果はなく、9月に懐妊は誤りであったことが判明して祈祷は止められた（『兵範記』7月30日条、『台記』9月14日条）。12月に呈子は御産所から内裏に還啓する（『兵範記』12月17日条）。周囲の期待に促された想像妊娠だったと思われる。
久寿2年（1155年）7月、近衛天皇は皇子のないまま崩御した。翌月、呈子は出家する。翌保元元年（1156年）、菖蒲の節句の日（5月5日）、呈子は皇嘉門院とともに哀傷歌を交わして近衛天皇の死を悼んでいる（『今鏡』）。保元元年（1156年）10月、藤原忻子が中宮になったことから皇后に移り、保元3年（1158年）2月、統子内親王が皇后になると皇太后に移った。仁安3年（1168年）3月14日、後白河上皇は平滋子を皇太后に立てるため、呈子に九条院の女院号を宣下した。この院号宣下について九条兼実は、呈子が父の忠通の養女だったにもかかわらず、国母でないことを理由に非難している。安元2年（1176年）、46歳で崩御。『今鏡』によれば「御みめも御けはいも、いとらうある人（容貌も人柄も非常に洗練された人）」であったという。